# Wimereux (Fluss)
Der Wimereux ist ein Fluss in Frankreich, der im Département Pas-de-Calais in der Region Hauts-de-France verläuft. Er entspringt im Gemeindegebiet von Colembert im Regionalen Naturpark Caps et Marais d’Opale, entwässert generell in westlicher Richtung und mündet nach rund 22 Kilometern in der gleichnamigen Stadt Wimereux in den Ärmelkanal.

## Orte am Fluss

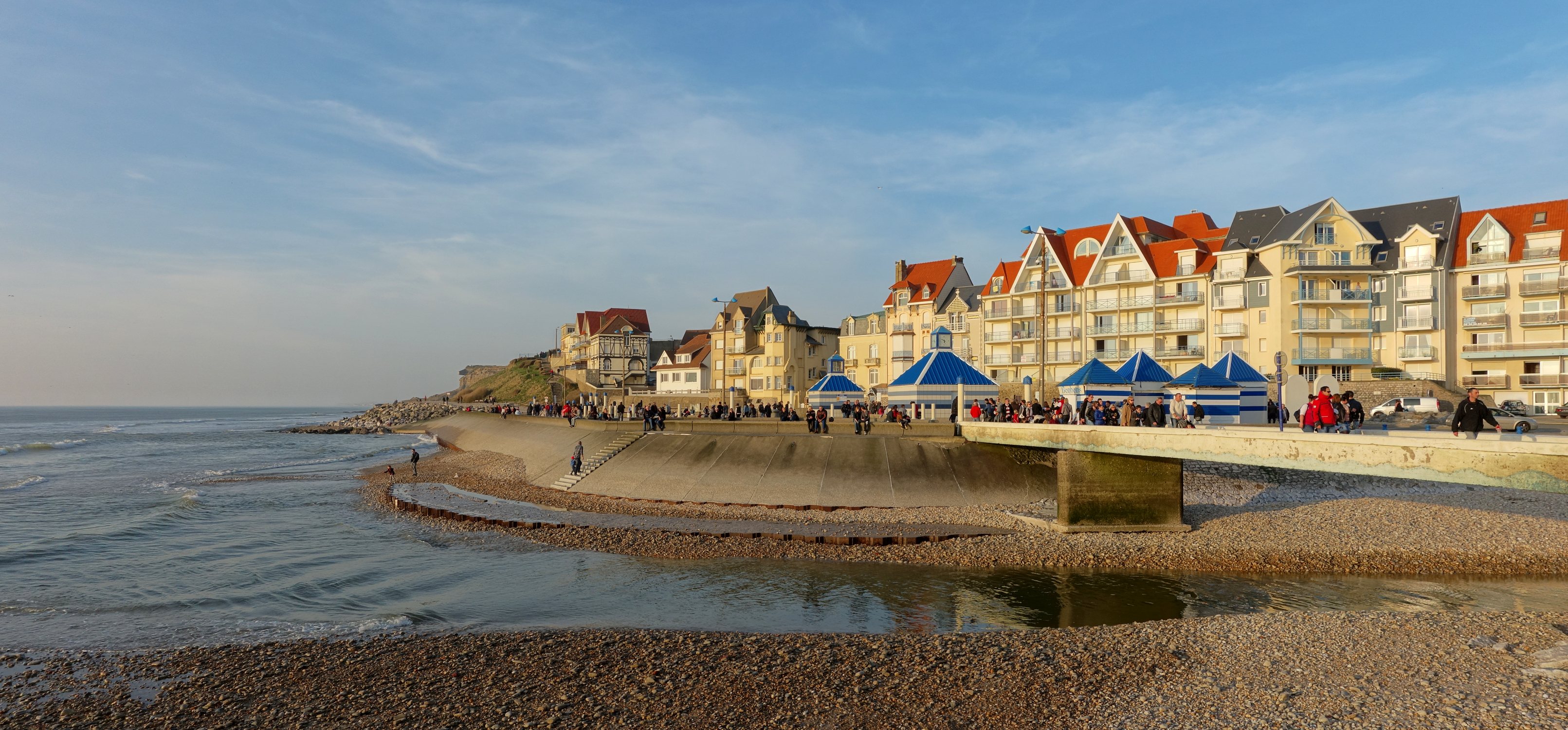
Mündung des Wimereux (von rechts) in den Ärmelkanal

- Colembert
- Belle-et-Houllefort
- Pernes-lès-Boulogne
- Wimille
- Wimereux